# Gerhard Todenhöfer
Gerhard Kreuzwendedich Todenhöfer (* 10. Juni 1913 in Wippershain; † 6. März 1973 in Tübingen) war ein deutscher politischer Funktionär, Staatsbeamter und Manager. Während der Zeit des Nationalsozialismus war Todenhöfer ein führender Studentenfunktionär und nach dem Zweiten Weltkrieg Wirtschaftsmanager in der Bundesrepublik Deutschland.

## Leben
Todenhöfer war der Sohn eines evangelisch-reformierten Pfarrers. Er trat bereits 1927 in die Hitlerjugend ein, in der er zum Gauführer aufstieg. 1929 wurde Todenhöfer Mitglied der SA, in der er als höchsten Rang den eines Sturmbannführer erreichte.
Am 1. März 1930 trat Todenhöfer der NSDAP bei (Mitgliedsnummer 223.095). Nach dem Bestehen des Abiturs im Jahr 1933 begann Todenhöfer ein Studium der Rechtswissenschaften in Marburg. Neben seinem Studium engagierte er sich im Nationalsozialistischen Deutschen Studentenbundes (NSDStB). Nachdem er diverse Führungsfunktionen im NSDStB und in der Deutschen Studentenschaft bekleidet hatte (u. a. Gaustudentenbundführer des NSDStB und Führer der Marburger Studentenschaft) wurde Todenhöfer im November 1936 zum „Gebietsbeauftragten Rhein“ des Reichsstudentenführers Gustav Adolf Scheel bestellt. Dabei galt er damals selbst innerhalb von NS-Kreisen als besonders radikal.
Nach beendetem Studium, Promotion und Dienst in der NSDAP-Auslandsorganisation kam Todenhöfer als Vertrauensmann von Martin Bormann ins Auswärtige Amt. Dort wurde er zunächst stellvertretender Referatsleiter Deutschland III (Judenangelegenheiten), dann stellvertretender Leiter des Sonderreferats. Dabei stand er in engem Kontakt zum Propagandaministerium und zur Parteikanzlei. Todenhöfer förderte in der Rundfunkpolitischen Abteilung des Auswärtigen Amts die Karriere seines langjährigen engsten Freundes, des späteren Bundeskanzlers Kurt Georg Kiesinger.
Nach 1945 übernahm Todenhöfer eine leitende Position bei der C. Baresel Bau-AG in Stuttgart, deren Generaldirektor er viele Jahre lang war.
Gerhard K. Todenhöfer war der Onkel des ehemaligen CDU-Bundestagsabgeordneten Jürgen Todenhöfer.